# Mori (Familienname)
Mori oder Mōri ist ein Familienname.

## Namensträger

### A
- Adrijana Mori (* 2000), slowenische Fußballspielerin
- Ai Mori (* 2003), japanische Sportkletterin
- Akio Mori (Musashi; * 1972), japanischer Karatekämpfer
- Akira Mori (* 1936), japanischer Unternehmer
- Alessandro Mori Nunes (* 1979), brasilianischer Fußballspieler
- Mori Arimasa (1911–1976), japanischer Philosoph
- Mori Arinori (1847–1889), japanischer Politiker
- Atsuhiko Mori (* 1972), japanischer Fußballspieler
- Attilio Mori (1810–1864), italienischer Ingenieur und Unabhängigkeitskämpfer

### B
- Bárbara Mori (* 1978), mexikanische Schauspielerin und Model

### C
- Camilo Mori (1896–1973), chilenischer Maler
- Cesare Mori (1871–1942), italienischer Präfekt
- Chikako Mori (* 1992), japanische Leichtathletin
- Claudia Mori (* 1944), italienische Sängerin und Schauspielerin

### D
- Damian Mori (* 1970), australischer Fußballspieler

### E
- Eijirō Mori (* 1986), japanischer Fußballspieler
- Eisuke Mori (* 1948), japanischer Politiker
- Erika Mori (* 1988), japanische Schauspielerin und Model
- Eto Mori (* 1968), japanische Schriftstellerin

### F
- Fabrizio Mori (* 1969), italienischer Hürdenläufer

### G
- Mori Getsujō (1887–1961), japanischer Maler
- Gilberto Alfredo Vizcarra Mori (* 1960), peruanischer Geistlicher, Erzbischof von Trujillo
- Giuseppe Mori (Kardinal) (1850–1934), italienischer Kurienkardinal
- Giuseppe Mori (Radsportler) (1955–2013), italienischer Radsportler
- Gustav Mori (1872–1950), deutscher Schriftsetzer und Druckforscher

### H
- Hajime Mori (* 1926), japanischer Physiker
- Mori Hanae (1926–2022), japanische Mode-Designerin
- Haruhide Mori (1933–2012), japanischer Sprachforscher
- Hideaki Mori (* 1972), japanischer Fußballspieler
- Hiroshi Mori (Schriftsteller) (* 1957), japanischer Schriftsteller
- Hiroshi Mori (Astronom) (* 1958), japanischer Astronom
- Hisako Mori (* 1964), japanische Badmintonspielerin

### I
- Ikue Mori (* 1953), japanische Musikerin
- Ikue Mori (Neurowissenschaftlerin) (* 1957), japanische Neurowissenschaftlerin
- Mōri Ishiko (1899–1972), japanisch-US-amerikanische Ärztin und Korrespondentin

### J
- Jeanne Mori, Schauspielerin
- Jun’ichi Mori (* 1971), japanischer Fußballspieler

### K
- Kaito Mori (* 2000), japanischer Fußballspieler
- Mori Kaku (1882–1932), japanischer Unternehmer
- Mori Kansai (1814–1894), japanischer Maler
- Kaori Mori (* 1979), japanische Badmintonspielerin
- Kaoru Mori (* 1978), japanische Mangaka
- Kodai Mori (* 1999), japanischer Fußballspieler
- Mori Kōtarō (1889–1964), japanischer Politiker
- Kazuhiro Mori (Fußballspieler) (* 1981), japanischer Fußballspieler
- Kazuhiro Mori (* 1982), japanischer Radrennfahrer
- Kazutoshi Mori (* 1958), japanischer Biologe
- Keisuke Mori (* 1980), japanischer Fußballspieler
- Ken’ichi Mori (* 1984), japanischer Fußballspieler
- Kenji Mori (* 1942), japanischer Jazzmusiker und Musikproduzent
- Koho Mori-Newton (* 1951), japanischer Künstler
- Kōichi Mori (* um 1935), japanischer Badmintonspieler
- Kōta Mori (* 1997), japanischer Fußballspieler

### L
- Lucija Mori (* 1988), slowenische Fußballspielerin

### M
- Mamoru Mōri (* 1948), japanischer Astronaut
- Manny Mori (* 1948), mikronesischer Politiker, Staatspräsident 2007 bis 2014
- Manuele Mori (* 1980), italienischer Radrennfahrer
- Mori Mari (1903–1987), japanische Schriftstellerin
- Mark Mori, US-amerikanischer Dokumentarfilmer
- Marisa Mori (1900–1985), italienische Malerin
- Mariko Mori (* 1967), japanische Multimediakünstlerin
- Masaaki Mori (* 1961), japanischer Fußballspieler
- Masako Mori (Sängerin) (* 1958), japanische Sängerin und Schauspielerin
- Masako Mori (Politikerin) (* 1964), japanische Politikerin (LDP)
- Masayuki Mori (Schauspieler) (1911–1973), japanischer Schauspieler
- Masayuki Mori (Produzent) (* 1953), japanischer Filmproduzent
- Massimiliano Mori (* 1974), italienischer Radrennfahrer
- Michael Angelus Mori, Mediziner
- Minoru Mori (1934–2012), japanischer Unternehmer
- Mori Mitsuko (1920–2012), japanische Schauspielerin und Sängerin
- Mōri Mototoshi (1849–1908), japanischer Daimyō

### N
- Nagiya Mori (* 1999), japanischer Mittel- und Langstreckenläufer
- Naoki Mori (Fußballspieler, 1972) (* 1972), japanischer Fußballspieler
- Naoki Mori (Fußballspieler, 1977) (* 1977), japanischer Fußballspieler
- Naoko Mori (* 1975), japanisch-britische Schauspielerin
- Mori Nobuteru (1884–1941), japanischer Unternehmer

### O
- Mori Ōgai (1862–1922), japanischer Arzt, Dichter und Übersetzer

### P
- Paola Mori (1928–1986), italienische Schauspielerin und Aristokratin
- Paolo Mori (* 1977), italienischer Spieleautor
- Paul Kazuhiro Mori (1938–2023), japanischer Geistlicher, Weihbischof in Tokio
- Primo Mori (* 1944), italienischer Radrennfahrer

### R
- Mori Rammaru (1565–1582), japanischer Adeliger
- Reiko Mori, bekannt als Noriko Sengoku (1922–2012), japanische Schauspielerin
- Renato Mori (1935–2014), italienischer Schauspieler
- Riita Mori (* 2001), japanischer Fußballspieler
- Rinato Mori (1862–1922), japanischer Arzt, Dichter und Übersetzer, siehe Mori Ōgai
- Riyo Mori (* 1986), japanische Tänzerin und Model
- Rogelio Funes Mori (* 1991), argentinischer Fußballspieler

### S
- Satoshi Mori (Basketballspieler) (* 1949), japanischer Basketballspieler
- Satoshi Mori (Nordischer Kombinierer) (* 1971), japanischer Nordischer Kombinierer
- Satsuki Mori (* 2001), japanischer Fußballspieler
- Shigefumi Mori (* 1951), japanischer Mathematiker
- Mōri Shigeyoshi, japanischer Mathematiker
- Shinji Mori (Musiker) (* 1953), japanischer Schlagzeuger
- Shinji Mori (Baseballspieler) (1974–2017), japanischer Baseballspieler
- Mori Shumei (1892–1951), japanischer Maler
- Shunsuke Mori (* 1994), japanischer Fußballspieler
- Shun’ya Mōri (* 1995), japanischer Fußballspieler
- Soichiro Mori (* 2007), japanischer Fußballspieler
- Mori Sosen (1747–1821), japanischer Maler
- Mori Sumio (1919–2010), japanischer Dichter

### T
- Taijirō Mori (* 1991), japanischer Fußballspieler
- Mori Taikichirō (1904–1993), japanischer Unternehmer
- Takaji Mori (1943–2011), japanischer Fußballspieler
- Mori Takeshi (1894–1945), japanischer Generalleutnant
- Takeshi Mori (Regisseur) (* 1963), japanischer Filmregisseur
- Mori Tamezō (1884–1962), japanischer Naturforscher
- Toshiki Mori (* 1997), japanischer Fußballspieler

### W
- Warren Bicknell Mori (* 1959), US-amerikanischer Physiker
- Mori Wataru (1926–2012), japanischer Pathologe

### Y
- Yōichi Mori (* 1980), japanischer Fußballspiele
- Yōko Mori (1940–1993), japanische Schriftstellerin
- Mori Yoshio (1908–1997), japanischer Maler
- Yoshirō Mori (* 1937), japanischer Politiker
- Mori Yoshitoshi (1898–1992), japanischer Maler
- Yōsuke Mori (* 1985), japanischer Fußballspieler
- Yuika Mori (* 1988), japanische Langstreckenläuferin
- Yuma Mori (* 2001), japanischer Fußballspieler
- Yuri Mori (* 2000), japanischer Fußballspieler
- Yūsuke Mori (* 1980), japanischer Fußballspieler
- Yūto Mori (* 1995), japanischer Fußballspieler